# Маккормик, Сайрус
Сайрус Холл Маккормик (англ. Cyrus Hall McCormick, 15 февраля 1809 — 13 мая 1884) — американский изобретатель, основатель компании McCormick Harvesting Machine Company, которая позже стала частью International Harvester в 1902 году.

## Изобретения и достижения
Отец Маккормика в течение 28 лет работал над проектом жатки на конной тяге, который так и не сумел завершить. В 1830 году он передал чертежи своему сыну, Сайрусу, которому исполнился 21 год. Маккормик довёл проект отца до завершения за полтора года, продемонстрировал жатку в действии в 1831, а в 1834 году запатентовал изобретение.

Сайрус Маккормик на картине «Люди прогресса»

В 1847 году Сайрус Маккормик переехал в Чикаго и со своими двумя братьями основал небольшую компанию по продаже сельскохозяйственной техники. Жатки Маккормика продавалась очень хорошо за счёт изобретательности братьев в сфере маркетинговых приёмов. Братья Маккормик основали сеть небольших представительств компании со специально обученными продавцами, которые демонстрировали работу жатки в поле.
В результате своей деятельности Сайрус Маккормик вошёл в Список богатейших людей США 1918 года с состоянием 60 миллионов долларов (657 миллионов с учётом инфляции на 2002 год).

## Награды
- Жатка Маккормика получила многочисленные награды и премии.
- Маккормик был избран членом-корреспондентом Французской академии наук.
- Жатка получила Золотую медаль на Всемирной выставке в Лондоне.
- Маккормик представлен в зале славы достижений американского предпринимательства с 1975 года.
- Именем Маккормика названы город и округ в штате Южная Каролина.